# 1178
| 1178               |
| ------------------ |
| Dødsfald - Fødsler |
|                    |

| Gregoriansk kalender | 1178 MCLXXVIII          |
| Ab urbe condita      | 1931                    |
| Armensk kalender     | 627 ԹՎ ՈԻԷ              |
| Kinesiske kalender   | 3874 – 3875 丁酉 – 戊戌 |
| Etiopisk kalender    | 1170 – 1171             |
| Jødisk kalender      | 4938 – 4939             |
| Hindukalendere       |                         |
| - Vikram Samvat      | 1233 – 1234             |
| - Shaka Samvat       | 1100 – 1101             |
| - Kali Yuga          | 4279 – 4280             |
| Iransk kalender      | 556 – 557               |
| Islamisk kalender    | 573 – 574               |

Konge i Danmark: Valdemar den Store enekonge fra 1157-1182
Se også 1178 (tal)

## Begivenheder
- Absalon bliver ærkebiskop i Lund